# The Cab
The Cab est un groupe de rock américain, originaire de la vallée de Las Vegas, dans le Nevada. Leur premier album, Whisper War, est publié le 29 avril 2008. Ils sont considérés comme « le groupe à connaitre » par le magazine Alternative Press. Ils sont aussi cités dans les « 100 meilleurs groupes à connaitre en 2010 » par le magazine, et sont en couverture de page avec Never Shout Never et Hey Monday. Leur deuxième album, Symphony Soldier, est publié le 23 août 2011 et comprend le premier single Bad, publié sur iTunes le 11 juillet 2011. The Cab auto-produit son nouvel album et quitte le label Fueled by Ramen/Decaydance, auto-publiant Symphony Soldier.

## Biographie

### Formation et débuts (2004–2007)
Les membres Alexander DeLeon et Cash Colligan jouent ensemble pour la première fois au Liberty High School (Henderson, Nevada) et enregistrent des démos qu'ils publieront sur Myspace. À cette période, le futur guitariste Ian Crawford étudiait à Auburn, et participaient à des concours de talents qu'il postait sur YouTube. DeLeon demandera au batteur Alex Johnson, qui jouait dans un groupe hardcore, de se joindre à The Cab.
À la fin de 2005, le groupe se complète avec le guitariste Paul Garcia, le guitariste et pianiste Alex Marshall, et le batteur Alex Johnson, jouant un premier concert à l'Alley à Las Vegas.  Le groupe signe au label local Olympus Records en janvier 2006 mais n'y publie rien. Après avoir donné une démo à Spencer Smith et Jon Walker de Panic! at the Disco pendant un concert de Cobra Starship,Boys Like Girls et Cartel, Smith les aide à signer au label Decaydance Records en mai 2007,. Peu après, les membres seront diplômés. Ils décideront de replacer Garcia par Ian Crawford, qui emménagera à Washington pour se joindre au groupe.

### Popularité (2007–2008)
Le magazine Blender les classent 42e de leur Top 100 Hot Report en septembre 2007, avant même d'avoir publié quoi que ce soit. Le groupe tourne avec Panic! at the Disco, We the Kings, Metro Station, Cobra Starship, There For Tomorrow, Charlotte Sometimes, Forever the Sickest Kids, Dashboard Confessional, Plain White T's, et The Hush Sound. En février 2008, ils connaissent quelques démêlés sur la route dans le Wisconsin, mais sans gravité. En mars 2008, le groupe joue au SXSW.

### Whisper War(2008)
Leur premier album, produit par Matt Squire, Whisper War, est publié le 29 avril 2008, et fait participer Brendon Urie de Panic! at the Disco et Patrick Stump de  Fall Out Boy sur One of Those Nights, premier single de l'album, coécrit avec Stump,,. La vidéo de la chanson One of Those Nights fait participer les membres de Panic! at the Disco, et Pete Wentz et Patrick Stump de Fall Out Boy. Le 15 février 2008, la chanson de l'album, I'll Run, compte déjà 300 000 écoutes sur MySpace. Le 30 octobre, leur troisième single, Bounce, est révélé dans une nouvelle vidéo sur la page YouTube de Fueled by Ramen. Il atteint la 69e place du Billboard Pop 100.
Le 7 mai 2008, Whisper War débute 108e du Billboard 200 et se place premier du Billboard Heatseekers Albums. The Cab commence la tournée Dance Across the Country Tour avec The Hush Sound, Steel Train et The Morning Light le 7 juillet à Pittsburgh, en Pennsylvanie. Hey Monday ouvre pour eux au Culture Room au sud de la Floride.
Leurs chansons Bounce et One of Those Nights seront des chansons téléchargeables dans Rock Band 2.
The Cab apparaitra dans la compilation Punk Goes Pop 2, avec une reprise de la chanson Disturbia de Rihanna. En février et mars 2009, le groupe joue avec We the Kings, There for Tomorrow et Versaemerge à la tournée Secret Valentine Tour. Le 1er mai 2009, le groupe joue un set entier dédié à Queen. Après une brève pause, ils tournent avec We the Kings, Forever the Sickest Kids, Nevershoutnever! et Mercy Mercedes au Bamboozle Road Show Tour. Peu après, le groupe annonce sa première tournée internationale appelée What Happens in Vegas... tour avec The Secret Handshake, A Rocket to the Moon, Eye Alaska, Anarbor, The Summer Set, et My Favorite Highway. Elle commence du 18 juillet au 9 août.

### Symphony Soldier(2009–2012)
Le 1er juin 2009, Alexander DeLeon annonce le départ du guitariste Ian Crawford. Le 19 août 2009, le bassiste Cash Colligan annonce lui aussi son départ. L'album Symphony Soldier sort en 2011.

### Lock Me Upet hiatus (depuis 2012)
Le 31 août 2012, The Cab annonce un accord avec Universal Republic. Avec le label, à la fin de 2012, le groupe annonce un nouvel album à sortir d'ici mi-2014. Un EP, Lock Me Up, est publié le 29 avril 2014. Le 25 avril 2014, Alex Marshall annonce sa séparation avec The Cab. Le 31 octobre 2015, Alexander DeLeon annonce un nouveau single, Guns and Roses, en solo sous le pseudonyme Bohnes, le 13 novembre 2015. Il confirme également que le groupe est actuellement en hiatus. 

## Style musical
La musique de The Cab est rattachée au pop rock,,, au pop punk,, à la power pop, au rock alternatif,, l'emo, l'emo pop et à la pop.

## Membres

### Membres actuels
- Alexander DeLeon - chant (depuis 2004)
- Joey Thunder - basse (depuis 2009)
- Dave Briggs - percussions (depuis 2011)
- Chantry « Chance » Johnson - guitare, voix, violoncelle (depuis 2012)

### Anciens membres
- Alex T. Marshall - guitare, piano (2004-2014)
- Alex Johnson - percussions (2005–2011)
- Paul Garcia - guitare (2005-2007)
- Ian Crawford - guitare, voix (2007–2009)
- Bryan Dawson - guitare (2009-2010)
- Cash Colligan - basse, voix (2004–2009)

## Discographie

### Albums studio
- 2008 : Whisper War
- 2011 : Symphony Soldier

### Singles
- 2008 : One of Those Nights (feat. Brendon Urie et Patrick Stump)
- 2008 : I'll Run
- 2008 : Bounce
- 2009 : Take My Hand (remix feat. Cassadee Pope)
- 2011 : Bad
- 2012 : La La
- 2012 : Endlessly
- 2012 : Angel With A Shotgun
- 2014 : Lock Me Up

### EP
- 2006 : Drunk Love
- 2006 : Glitz and Glamour
- 2009 : The Lady Luck EP
- 2014 : Lock Me Up

### Apparition
- Punk Goes Pop 2 (avec une reprise de la chanson Disturbia de Rihanna)